# Inmunodifusión radial
La inmunodifusión radial es una técnica de análisis inmunológico de tipo cuantitativo. Se utiliza para detectar la cantidad de anticuerpos IgG, IgM e IgA que hay en el suero de un individuo. 
La técnica de inmunodifusión radial es lenta y poco sensible ya que necesita mucha cantidad de anticuerpos (o antígeno) para que se formen complejos.

## Técnica
El antígeno en suspensión se mezcla con agar-agar en estado líquido y luego éste se vierte sobre una placa (generalmente un portaobjetos de microscopía). Una vez solidificado, con una pipeta Pasteur se hacen agujeros (pocillos) que contendrán la muestra de suero. Se deja incubar de modo que el suero con anticuerpos se difunde por la placa de agar y reacciona con el antígeno embebido en la placa. Al cabo de 24 horas se ha creado un precipitado fruto de la reacción entre antígeno y anticuerpo que se muestra en la placa como una línea blanca rodeando al pocillo (en ocasiones se pueden aplicar tintes para facilitar su visionado). El diámetro de este círculo es un reflejo de la concentración de anticuerpos que teníamos en la muestra de suero, de modo que a mayor diámetro, mayor concentración de anticuerpo.
Para cuantificar la cantidad exacta de anticuerpos es preciso disponer de una recta estándar o patrón previamente creada. Esta recta se hace a partir de muestras de anticuerpos conocidas en cada pocillo, que reaccionan con el antígeno; en el eje x el área del círculo y en el eje y la concentración de anticuerpos conocida. Al final se comparan los valores obtenidos de la muestra de suero frente a los valores de la recta patrón, obteniendo así el valor de la concentración de anticuerpos para cada muestra de suero del individuo.
Del mismo modo, se puede calcular mediante una metodología análoga la cantidad de antígeno presente en una muestra, embebiendo esta vez en agar anticuerpo y creando la recta patrón sobre la base de concentraciones conocidas de antígeno, también se une a IgM.
- Datos: Q1128474